# 71
71（七十一、ななじゅういち、しちじゅういち、ひちじゅういち、ななそじあまりひとつ）は自然数、また整数において、70の次で72の前の数である。

## 性質
- 71は20番目の素数である。1つ前は67、次は73。
  - 約数の和は72 。
- 1/71 = 0.01408450704225352112676056338028169… (下線部は循環節で長さは35)
  - 逆数が循環小数になる数で循環節が35になる最小の数である。次は142。
  - 循環節が n になる最小の数である。1つ前の34は103、次の36は1919。(オンライン整数列大辞典の数列 A003060)
- (71, 73) は8番目の双子素数である。1つ前は(59, 61)、次は(101, 103)。
- 71 = 71 + 0 × ω (ωは1の虚立方根)
  - a + 0 × ω (a > 0) で表される11番目のアイゼンシュタイン素数である。1つ前は59、次は83。
- 71 = 71 + 0 × i (iは虚数単位)
  - a + 0 × i (a > 0) で表される11番目のガウス素数である。1つ前は67、次は79。
  - ガウス素数かつアイゼンシュタイン素数である5番目の素数。1つ前は59、次は83。
- 71 未満の素数（2 から 67 まで）を加えると 568 となる。568 = 71 × 8 であり、71で割り切れる数となる。次の素数は369119。(オンライン整数列大辞典の数列 A007506)
- 71 は10進数表記において数字を入れ替えても素数となる5番目のエマープである。(71 ←→ 17) 1つ前は37、次は73。
- 1 と 7 を使った2番目の素数である。1つ前は17、次は1117。(オンライン整数列大辞典の数列 A020455)
  - 71…1 の形の最小の素数である。次は71111111。(オンライン整数列大辞典の数列 A093632)
  - 7…71 の形の最小の素数である。次は7777777777771。(オンライン整数列大辞典の数列 A093176)
- 712 = 7! + 1
- 6番目のオイラー素数である。1つ前は61、次は83。
- 193/71 = 2.7183098591… はネイピア数 e = 2.7182818284… の近似値。
193/71 − e = 0.000028030…
- √5000 に最も近い整数である。√5000 = 70.71067…。702 = 4900, 712 = 5041。
- 3つの連続した素数の和で表される8番目の数である。1つ前は59、次は83。
71 = 19 + 23 + 29
  - 3つの連続した素数の和が素数になる5番目の数である。1つ前は59、次は83。
- 5番目の 8n − 1 型の素数である。この類の素数は x2 − 2y2 と表せるが、71 = 112 − 2 × 52 である。1つ前は47、次は103。
- 71 = 26 + 7
  - n = 6 のときの 2n + 7 の値とみたとき1つ前は39、次は135。(オンライン整数列大辞典の数列 A168415)
    - 2n + 7 の形の3番目の素数である。1つ前は23、次は263。(オンライン整数列大辞典の数列 A104066)

  - n = 6 のときの 2n + n + 1 の値とみたとき1つ前は38、次は136。(オンライン整数列大辞典の数列 A005126)
- 各位の和(数字和)が8になる8番目の数である。1つ前は62、次は80。
  - 各位の和が8になる数で素数になる3番目の数である。1つ前は53、次は107。(オンライン整数列大辞典の数列 A062343)
  - 各位の和(数字和)が n になる n 番目の数である。1つ前は61、次は81。
- 各位の積が7になる3番目の数である。1つ前は17、次は117。(オンライン整数列大辞典の数列 A034054)
  - 各位の積が7になる数で3番目の素数である。1つ前は17、次は1117。(オンライン整数列大辞典の数列 A107693)
- 71 = 82 + 8 − 1 = 92 − 9 − 1
  - n = 8 のときの n2 + n − 1 の値とみたとき1つ前は55、次は89。(オンライン整数列大辞典の数列 A028387)
    - この形の6番目の素数である。1つ前は41、次は89。(オンライン整数列大辞典の数列 A002327)

  - 71 = 34 − 32 − 1
    - n = 3 のときの n4 − n2 − 1 の値とみたとき1つ前は11、次は239。
      - n4 − n2 − 1 の形の2番目の素数である。1つ前は11、次は239。(オンライン整数列大辞典の数列 A174822)

## その他 71 に関すること
- 原子番号 71 の元素はルテチウム (Lu)。
- 第71代天皇は後三条天皇である。
- 日本の第71代内閣総理大臣は中曽根康弘である。
- 大相撲の第71代横綱は鶴竜力三郎である。
- 第71代ローマ教皇はセウェリヌス（在位：640年5月28日～8月2日）である。
- 年始から数えて71日目は平年3月12日、閏年3月11日。
- 地球表面の約71%は海洋が占める。
- 楽器バンドネオンのボタンの数
- クルアーンにおける第71番目のスーラはヌーフである。